# Scientist
Scientist, Overton Brown, más néven Hopeton Brown (Kingston, 1960 –) jamaicai dub zenész.
Scientist-et eleinte   King Tubby (Osbourne Ruddock) pártfogolta, aki a dub zene egyik úttörő személyisége volt. Az 1970-es évek végén elhagyta King Tubby  stúdióját és a Channel One Studio fő hangmérnöke lett.

## Lemezek
- Introducing Scientist: The Best Dub Album in the World (1980)
- Allied Dub Selection (1980) –  közreműködő: Papa Tad's
- Heavyweight Dub Champion (1980)
- Big Showdown at King Tubby's (1980) – közreműködő: Prince Jammy
- Scientist Meets the Space Invaders (1981)
- Scientist Rids the World of the Evil Curse of the Vampires (1981)
- Scientist Meets the Roots Radics (1981)
- Scientist in the Kingdom of Dub (1981)
- Scientific Dub (1981)
- Dub Landing Vol. 1 (1981)
- Jabby You & Michael Prophet Meets Scientist at the Dub Station (1981)
- First, Second and Third Generation (1981) –  közreműködő: King Tubby és Prince Jammy
- Dub War (1981)
- World at War (198?)
- Dub Landing Vol. 2 (1982) –  közreműködő: Prince Jammy
- High Priest of Dub (1982)
- Dub Duel (1982) –  közreműködő: Crucial Bunny
- Scientist Encounters Pac-Man (1982)
- Seducer Dub Wise (1982)
- Scientist Wins the World Cup (1983)
- Dub Duel at King Tubby's (1983) – The Professor
- Scientist & Jammy Strike Back (1983) –   közreműködő: Prince Jammy
- The People's Choice (1983)
- Crucial Cuts Vol. 1 (1984)
- Crucial Cuts Vol. 2 (1984)
- 1999 Dub (1984)
- King of Dub (1987)
- International Heroes Dub (1989)
- Tribute to King Tubby (1990)
- Freedom Fighters Dub (1995)
- Dub in the Roots Tradition (1996)
- Repatriation Dub (1996)
- King Tubby Meets Scientist in a World of Dub (1996) –   közreműködő: King Tubby
- King Tubby's Meets Scientist at Dub Station (1996) –   közreműködő: King Tubby
- Dubbin With Horns (1995)
- Dub Science (1997)
- Dub Science, Dub For Daze, Volume 2 (1997)
- Scientist Meets the Crazy Mad Professor at Channel One Studio (1997)
- Respect Due (Joseph I Meets the Scientist in Tribute to Jackie Mittoo) (1999)
- Mach 1 Beyond Sound Barrier (1999)
- Scientist Dubs Culture Into a Parallel Universe (2000)
- All Hail the Dub Head (2001)
- Ras Portrait (2003)
- Pockets of Resistance (2003)
- Nightshade Meets Scientist (2005) -   közreműködő: Wadi Gad
- Dub From the Ghetto (2006)
- Dub 911 (2006)
- Scientist Launches Dubstep Into Outer Space (2010)
- Repatriation Dub (2014)
- Scientist Meets Nightshade (2014)
- The Dub Album They Didn't Want You To Hear (2015)
- The Untouchable (2016)
- Scientist Meets Hempress Sativa in Dub (2018)
- Scientist Meets Ral Ston (2021)

## Külső hivatkozások
- Roots Archive profile
- XLR8R magazine story
- "Dub Echoes", a documentary about dub's influence on the birth of drum n bass, electronic music and hip hop